# Дудин, Сергей Александрович
Серге́й Алекса́ндрович Ду́дин (укр. Сергій Олександрович Дудін) — украинский военнослужащий, майор, участник российско-украинской войны. Герой Украины (2023).

## Биография
Во время российского вторжения в Украину занимал должность заместителя командира батальона морской пехоты 35-й отдельной бригады морской пехоты. Активно участвовал в планировании и проведении штурмовых операций по освобождению Херсонской области от российской оккупации. В ходе боевых действий получил ранение, после лечения вернулся в строй.

## Награды
- Звание «Герой Украины» с удостоением ордена «Золотая Звезда» (24 июня 2023) — за личное мужество и героизм, проявленные в защите государственного суверенитета и территориальной целостности Украины, верность военной присяге[1].
- Орден Богдана Хмельницкого III степени (14 ноября 2022) — за личное мужество и высокий профессионализм, проявленные в защите государственного суверенитета и территориальной целостности Украины, верность военной присяге[2].
- Орден «За мужество» III степени (10 марта 2022) — за личное мужество и самоотверженные действия, проявленные в защите государственного суверенитета и территориальной целостности Украины, верность военной присяге[3].